# Miss Bielorrusia
Miss Bielorrusia (en bielorruso: Міс Беларусь, romanizado: Mis Bielaruś) es un concurso de belleza nacional en Bielorrusia que se celebra cada dos años. Fue fundado en 1998 y la ganadora representa al país en el concurso Miss Mundo.

## Ganadoras
| Año  | Miss Bielorrusia       | Óblast   | 1.ª finalista          | Óblast | 2.ª finalista           | Óblast     |
| ---- | ---------------------- | -------- | ---------------------- | ------ | ----------------------- | ---------- |
| 1998 | Svetlana Kruk          | Grodno   | —                      | —      | —                       | —          |
| 2000 | Anna Stičjnskaja       | Maguilov | —                      | —      | —                       | —          |
| 2002 | Olga Neudach           | Brest    | —                      | —      | —                       | —          |
| 2004 | Olga Antropova         | Vítebsk  | —                      | —      | —                       | —          |
| 2006 | Ekaterina Litvinova    | Maguilov | —                      | —      | —                       | —          |
| 2008 | Olga Khizhynkova       | Vítebsk  | Lyubov Yakovina        | Minsk  | Anna Shevchenko         | Minsk      |
| 2010 | Ljudmila Jakimovič     | Grodno   | Anna Kindruk           | Brest  | Anastasia Kharlanova    | Gómel      |
| 2012 | Julia Skalkovich       | Brest    | Viktoria Shavel        | Gómel  | Anastasia Pogranichnaya | Minsk      |
| 2014 | Viktoria Mihanovich    | Grodno   | Kristina Martsinkevich | Minsk  | Darya Fomina            | Minsk      |
| 2016 | Polina Borodacheva     | Minsk    | Yekaterina Savchuk     | Minsk  | Anastasia Soroko        | Molodechno |
| 2018 | Maria Vasilevich       | Minsk    | Margarita Martynova    | Grodno | Anastasia Lavrinchuk    | Minsk      |
| 2021 | Daria Goncharevich     | Grodno   | Julia Ivoleva          | Minsk  | Alexandra Popok         | Minsk      |
| 2023 | Eleonora Kachalovskaya | Minsk    | Milana Yakimovic       |        | Ksenia Vlasyuk          |            |

## Representación internacional

### Miss Mundo Bielorrusia
: Declarada como ganadora
     : Terminó como finalista
     : Terminó como una de las semifinalistas o cuartofinalistas
     : Terminó como ganadora de premios especiales
| Año                           | Miss Mundo Bielorrusia | Posición en Miss Mundo | Premios especiales | Notas |
| ----------------------------- | --- | --- | --- | --- |
| 2024                          | Eleonora Kachalovskaya | Por competir | Por competir | Por competir |
| 2023                          | No compitió | No compitió | No compitió | No compitió |
| 2022                          | Miss Mundo 2021 se reprogramó para el 16 de marzo de 2022 debido al brote de pandemia de COVID-19 en Puerto Rico, no comenzó ninguna edición en 2022 | Miss Mundo 2021 se reprogramó para el 16 de marzo de 2022 debido al brote de pandemia de COVID-19 en Puerto Rico, no comenzó ninguna edición en 2022 | Miss Mundo 2021 se reprogramó para el 16 de marzo de 2022 debido al brote de pandemia de COVID-19 en Puerto Rico, no comenzó ninguna edición en 2022 | Miss Mundo 2021 se reprogramó para el 16 de marzo de 2022 debido al brote de pandemia de COVID-19 en Puerto Rico, no comenzó ninguna edición en 2022 |
| No compitió entre 2020 y 2021 | | | | |
| 2019                          | Anastasia Lavrinchuk | No clasificó | | |
| 2018                          | Maria Vasilevich | Top 5 | - Miss Mundo Europa - Top Model (Top 32) - Deportes (Top 18)                                                                                         | |
| 2017                          | No compitió | No compitió | No compitió | No compitió |
| 2016                          | Polina Borodacheva | No clasificó | | |
| 2015                          | No compitió | No compitió | No compitió | No compitió |
| 2014                          | Viktoria Mihanovich | No clasificó | | |
| 2013                          | Maryia Vialichka | No clasificó | | |
| 2012                          | Julia Skalkovich | No clasificó | | |
| 2011                          | Anastasiya Kharlanava | No clasificó | | |
| 2010                          | Lyudmila Yakimovich | No clasificó | | |
| 2009                          | Yulia Sindzeyeva | No clasificó | | |
| 2008                          | Volha Khizhynkova | No clasificó | | |
| 2007                          | Alena Aladka | No clasificó | | |
| 2006                          | Katsiaryna Litvinava | No clasificó | | |
| 2005                          | No compitió | No compitió | No compitió | No compitió |
| 2004                          | Olga Antropova | No clasificó | | |
| 2003                          | Volha Nevdakh | No clasificó | | |
| No compitió entre 2001 y 2002 | | | | |
| 2000                          | Sviatlana Kruk | No clasificó | | |

### Miss Universo Bielorrusia
: Declarada como ganadora
     : Terminó como finalista
     : Terminó como una de las semifinalistas o cuartofinalistas
     : Terminó como ganadora de premios especiales
| Año  | Región | Miss Universo Bielorrusia | Nombre en bielorruso | Posición en Miss Universo | Premios especiales | Notas                                                                             |
| ---- | ------ | ------------------------- | -------------------- | ------------------------- | ------------------ | --------------------------------------------------------------------------------- |
| 2024 | Minsk  | Karyna Kisialiova         | Карина Киселёва      | Por competir              | Por competir       | Kisialiova fue Miss Internacional Bielorrusia 2022 y Miss Tierra Bielorrusia 2023 |

### Miss Internacional Bielorrusia
: Declarada como ganadora
     : Terminó como finalista
     : Terminó como una de las semifinalistas o cuartofinalistas
     : Terminó como ganadora de premios especiales
| Año                                                                              | Miss Internacional Bielorrusia | Posición en Miss Internacional | Premios especiales     | Notas       |
| -------------------------------------------------------------------------------- | ------------------------------ | ------------------------------ | ---------------------- | ----------- |
| 2023                                                                             | No compitió                    | No compitió                    | No compitió            | No compitió |
| 2022                                                                             | Karyna Kisialiova              | No clasificó                   |                        |             |
| Debido al impacto de la pandemia de COVID-19, no hubo concurso entre 2020 y 2021 |                                |                                |                        |             |
| 2019                                                                             | Maria Perviy                   | Top 15                         |                        |             |
| 2018                                                                             | No compitió                    | No compitió                    | No compitió            | No compitió |
| 2017                                                                             | Polina Pimahina                | No clasificó                   |                        |             |
| 2016                                                                             | Palina Tsehalka                | No clasificó                   |                        |             |
| 2015                                                                             | Alena Savchuk                  | No clasificó                   |                        |             |
| 2014                                                                             | Natallia Bryshten              | No clasificó                   |                        |             |
| 2013                                                                             | No compitió                    | No compitió                    | No compitió            | No compitió |
| 2012                                                                             | Anastasia Pogranichnaya        | No clasificó                   |                        |             |
| 2011                                                                             | Ulyana Volokhovskaya           | No clasificó                   |                        |             |
| 2010                                                                             | Darya Saladukha                | No clasificó                   |                        |             |
| 2009                                                                             | Yana Supranovich               | Top 15                         |                        |             |
| 2008                                                                             | Tatiana Ryneiskaya             | No clasificó                   | - Miss Belleza Natural |             |
| 2007                                                                             | Yulia Sindzeyeva               | Segunda finalista              |                        |             |

### Miss Tierra Bielorrusia
: Declarada como ganadora
     : Terminó como finalista
     : Terminó como una de las semifinalistas o cuartofinalistas
     : Terminó como ganadora de premios especiales
| Año  | Miss Tierra Bielorrusia | Posición en Miss Tierra | Premios especiales                                                                    | Notas                                                  |
| ---- | ----------------------- | ----------------------- | ------------------------------------------------------------------------------------- | ------------------------------------------------------ |
| 2023 | Karyna Kisialiova       | No clasificó            | - Mejor Eco Presentación                                                              |                                                        |
| 2022 | Liliya Levaya           | No clasificó            | - Mejor Traje de Fauna - Mejor Traje Nacional - Competencia en Traje de Baño (Europa) |                                                        |
| 2021 | Maria Perviy            | Top 20                  |                                                                                       |                                                        |
| 2020 | Mariia Reznyuk          | Top 20                  |                                                                                       |                                                        |
| 2019 | Alisa Manyonok          | Miss Tierra - Fuego     | - Competencia en Ropa de Playa (Grupo Aire)                                           |                                                        |
| 2018 | Anastasia Schipanova    | No clasificó            |                                                                                       | Schipanova fue tercera finalista en el Miss Rusia 2014 |
| 2017 | Polli Cannabis          | No clasificó            |                                                                                       |                                                        |

1. ↑  Este premio fue entregado a todas las candidatas europeas.[23]

### Miss Supranacional Bielorrusia
: Declarada como ganadora
     : Terminó como finalista
     : Terminó como una de las semifinalistas o cuartofinalistas
     : Terminó como ganadora de premios especiales
| Año                   | Miss Supranacional Bielorrusia | Posición en Miss Supranacional | Premios especiales          | Notas |
| --------------------- | ------------------------------ | ------------------------------ | --------------------------- | ----- |
| No compite desde 2020 |                                |                                |                             |       |
| 2019                  | Karolina Borisevich            | No clasificó                   |                             |       |
| 2018                  | Margarita Martynova            | Top 25                         | - Top Model Europa          |       |
| 2017                  | Olga Gribovskaya               | No clasificó                   |                             |       |
| 2016                  | Polina Pimahina                | Top 10                         |                             |       |
| 2015                  | Yana Zhdanovich                | No clasificó                   |                             |       |
| 2014                  | Kristina Martsinkevich         | Top 20                         |                             |       |
| 2013                  | Wieranika Czacyna              | Top 10                         | - Miss Supranacional Europa |       |
| 2012                  | Katsiaryna Buraya              | Miss Supranacional 2012        |                             |       |
| 2011                  | Lyudmila Yakimovich            | Primera finalista              |                             |       |
| 2010                  | Alena Tsiarenia                | No clasificó                   |                             |       |
| 2009                  | Marina Lepesha                 | Primera finalista              |                             |       |